# Liste des évêques et archevêques catholiques de Birmingham
L'archevêque de Birmingham est un des cinq archevêques de l'Église catholique en Angleterre et au pays de Galles. Ce titre a été créé avec le rétablissement de la hiérarchie catholique en 1850, et le premier détenteur, William Ullathorne, était auparavant vicaire apostolique du district central. L'archevêque actuel, Bernard Longley, est le onzième à occuper ce siège épiscopal.
L'archevêque a sous sa juridiction l'archidiocèse de Birmingham, dont le siège est la cathédrale Saint-Chad de Birmingham, mais il est également le métropolitain de la province de Birmingham qui compte deux autres diocèses : Clifton et Shrewsbury.
Depuis 1905, l'Église d'Angleterre nomme également des évêques de Birmingham, de confession anglicane. Il y a également des évêques catholiques de Birmingham aux États-Unis.

## Vicaires apostoliques du district des Midlands
- Bonaventure Giffard (25 novembre 1687 - nommé le 14 mars 1703 au vicariat du district de Londres)
- George Witham (12 août 1702 - nommé le 6 avril 1716 au vicariat du Northern District)
- John Talbot Stonor (18 septembre 1715 - décédé le 29 mars 1756)
- John Joseph Hornyold (29 mars 1756 - décédé le 26 décembre 1778)
- Thomas Joseph Talbot (26 décembre 1778 - décédé le 24 avril 1795)
- Charles Berington (24 avril 1795 - décédé le 8 juin 1798)
- Gregory Stapleton (7 novembre 1800 - décédé le 23 mai 1802)
- John Milner (6 mars 1803 - 19 avril 1826)
- Thomas Walsh (19 avril 1826), son vicariat prend le 3 juillet 1840 le titre de vicariat apostolique du district central

## Vicaires apostoliques du district central
- Thomas Walsh (depuis le 3 juillet 1840 - nommé 17 juillet 1848 vicaire apostolique du district de Londres)

Il a pour coadjuteur Nicholas Wiseman du 22 mai 1840 au 29 août 1847
- William Bernard Ullathorne, nommé le 28 juillet 1848, il devient évêque de Birmingham le 29 septembre 1850

## Évêques de Birmingham
- William Bernard Ullathorne (depuis le 29 septembre 1850, il se retire le 27 avril 1888)
- Edward Ilsley (nommé le 17 février 1888), il est nommé archevêque le 28 octobre 1911

## Archevêques de Birmingham
- Edward Ilsley (depuis le 28 octobre 1911 - il se retire le 13 juin 1921)
- John McIntyre (nommé le 16 juin 1921 - se retire le 17 novembre 1928)
- Thomas Leighton Williams (nommé le 23 juin 1929 - décédé le 1er avril 1946)
- Joseph Masterson (nommé le 8 février 1947 - décédé le 30 novembre 1953)
- Francis Joseph Grimshaw (nommé le 11 mai 1954 - décédé le 22 mars 1965)
- George Patrick Dwyer (nommé le 5 octobre 1965 - se retire le 1er septembre 1981)
- Maurice Couve de Murville (nommé le 22 janvier 1982 - se retire le 12 juin 1999)
- Vincent Gerard Nichols (nommé le 15 février 2000 - devient archevêque de Westminster le 21 mai 2009)
- Bernard Longley, nommé le 1er octobre 2009

## Source
- (en) Catholic Hierarchy - Archdiocese of Birmingham